# سیارک ۴۸۳۲
سیارک ۴۸۳۲ (به انگلیسی: 4832 Palinurus، نامگذاری:1988TU1) چهار هزار و هشتصد و سی و دومین سیارک کشف شده‌است که در ۱۲ اکتبر ۱۹۸۸ کشف شد.
قدر مطلق سیارک برابر ۹٫۸۰ است.